# Skogasjön, Halland
Skogasjön är en sjö i Falkenbergs kommun i Halland och ingår i Ätrans huvudavrinningsområde. Sjöns area är 0,12 kvadratkilometer och den befinner sig 117,8 meter över havet.